# Nouveau Parti (Brésil)
Pour les articles homonymes, voir Nouveau Parti.
Le Nouveau Parti (portugais : Partido Novo, NOVO) est un parti politique brésilien fondé le 12 février 2011.
Le parti a été créé le 23 juillet 2014 après une pétition en soutien à sa création signée par 493,316 citoyens brésiliens. Le parti promeut une ligne économique libérale.

## Idéologie
Le Nouveau Parti milite pour le marché libre, un État minimal, et des impôts bas. Il est hostile aux droits sociaux comme le code du travail brésilien (CLT) et la Bolsa Família.
Il reste neutre sur certaines questions de société comme l'avortement et la légalisation des drogues, mais est favorable au mariage homosexuel et au port d'armes.
Le parti appartient au mouvement du libéralisme classique. Il est l'un des rares partis politiques brésiliens à se réclamer de droite. L'objectif de NOVO est de mordre sur l'électorat du PSDB. Son président est le banquier João Amoêdo.

## Histoire
Formellement enregistré en tant que parti politique en 2015, NOVO obtient huit députés aux élections de 2018 et fait élire l'un des siens, Romeu Zema, gouverneur du Minas Gerais, le deuxième État le plus peuplé du Brésil. Son candidat à l'élection présidentielle, João Amoêdo, obtient 2,5 % des voix.
Les années suivantes sont marquées par des conflits internes, qui affaiblirent la position d'Amoêdo, et par un rapprochement avec l'extrême droite. Amoêdo est finalement expulsé du parti en 2022 en raison de ses critiques envers Jair Bolsonaro, en lequel il voit une menace pour la démocratie. Pour Amoêdo, NOVO est devenu un « satellite du Parti libéral ».
NOVO n’obtient que 0;47 % des voix au scrutin présidentiel de 2022 et trois députés aux élections parlementaires, mais parvient à faire réélire gouverneur du Minas Gerais Romeu Zema. Le sénateur Eduardo Girão, perçu comme l'un des parlementaires les plus conservateurs et proche de l'ancien président Bolsonaro, décide cependant de rejoindre le parti.

## Présidents de NOVO
| Nom             | Période                           |
| --------------- | --------------------------------- |
| João Amoêdo     | 12 février 2011 – 4 juillet 2017  |
| Ricardo Taboaço | 4 juillet 2017 – 25 juillet 2017  |
| Moisés Jardin   | 25 juillet 2017 – 30 janvier 2019 |
| João Amoêdo     | 30 janvier 2019 – 5 mars 2020     |
| Eduardo Ribeiro | Depuis le 5 mars 2020             |